# Castello di Bellai
Il Castello di Bellai (in croato Dvorac Belaj) è un castello tardo medievale che sorge sulla cima di una piccola collina, a 212 s.l.m. nella frazione di Bellai, lungo la strada locale tra il villaggio di Passo e Susgnevizza. Si trova 3 km a sud-est di Passo, nel comune di Cerreto, in Istria. Dal 2017 il castello restaurato è aperto al pubblico: sono presenti una sala degustazione vini, un ristorante, un'enoteca e una cantina. L'attuale proprietà comprende anche 17 ettari di vigneto.

## Storia
Un maniero più piccolo, antenato del presente castello, è menzionato per la prima volta nel 1367 con il nome di Bray in un documento del patriarca di Aquileia, con il quale fu ceduto per un anno al vassallo del patriarca, Doimo di San Vito di Fiume. A metà del XVI secolo il proprietario del feudo era Giovanni Barbo. Dopo la guerra di Gradisca (1615-1617), durante la quale fu distrutto il vicino castello di Possert, l'antico centro del feudo, Daniele Barbo von Waxenstein costruì il presente castello come sua nuova residenza. Fu di proprietà dei suoi discendenti fino al 1668, quando fu venduto insieme a Passo, Cepich e Cosliacco al principe Giovanni Weikhard di Auersperg, che fu il primo ministro e ministro degli affari esteri del'imperatore Leopoldo I. Nel 1701, dopo l'acquisto dell'intera Contea di Pisino, Giovanni Weikhard riunì tutti questi castelli e possedimenti in un unico maniero e trasferì il centro dal castello medievale di Cosliacco, a Bellai. Gli eredi di Giovanni Weikhard di Auersperg trasformarono il castello barocco in un castello rustico alla fine del XVII e XVIII secolo. Rimase in loro possesso fino al 1945, quando il governo jugoslavo lo confisco e lo cedette a una cooperativa agricola locale. Nel XXI secolo, la famiglia Belay riacquistò il maniero e la proprietà e ripiantò le vigne.

## Descrizione
Oggi il castello è un monumento registrato del patrimonio culturale, di proprietà privata, restaurato e molto ben conservato. La parte residenziale centrale del palazzo è a pianta rettangolare, misura 40 x 20 metri, con ali a quattro piani. Il cortile interno è chiuso su tre lati da portici semicircolari al piano terra e al primo piano, e l'ingresso nel lato nord-occidentale è chiuso da una facciata ornata da un portale in pietra e da un terrazzo con una nicchia per campana del XVIII secolo, quando questo lato fu rialzato di un piano. L'aspetto del castello prima dell'intervento è documentato in un'incisione su rame di Johann Weichart Valvasor del 1679. Sulle pareti della galleria al primo piano erano dipinti paesaggi raffiguranti il castello e i suoi dintorni. A sinistra e a destra del palazzo di residenza si trovano sulla stessa linea i fabbricati agricoli con cantine, stalle e fienili, collegati alle alte mura del castello. Si tratta di edifici a un piano, lunghi e stretti, con tetti a due falde.
Al piano terra si trova la cappella privata di Sant'Enrico, con l'altare barocco in marmo e la pala d'altare dipinta da Leopold Keckheisen, le lapidi della famiglia Barbo (Laura Barbo) e le lapidi dei signori di Chersano (Andrea di Chersano), Cosliacco (Martin Moysevich, che ha un'iscrizione in glagolitico) e le lapidi dei nobili di Passo, trasferite a Bellai dalla chiesa di Santa Maria sul lago di Cepich dopo la soppressione del monastero paolino nel 1783.